# Président de la République hellénique
Le président de la République hellénique (en grec moderne : Πρόεδρος της Ελληνικής Δημοκρατίας romanisé : Próedros tis Ellinikís Dimokratías) est le chef d'État de la Grèce, dont les compétences politiques et institutionnelles sont régies par la IIIe partie – section B de la Constitution grecque de 1975.
La fonction a été créée après le référendum grec portant sur la continuité de la monarchie, celui-ci ayant conduit à un rejet de la monarchie à hauteur de 69 %.
L'actuel titulaire du poste est Konstantínos Tasoúlas, depuis le 13 mars 2025.

## Élection présidentielle

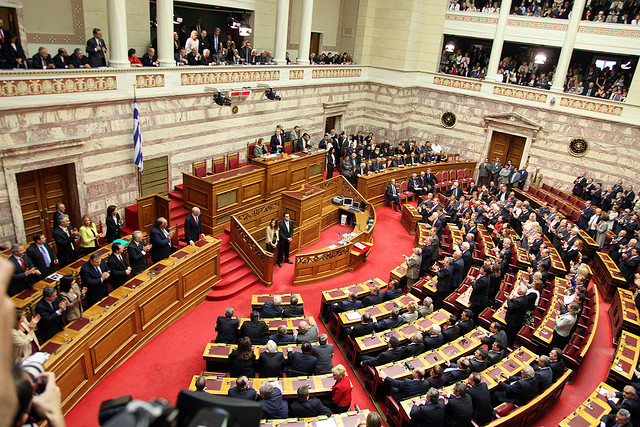
Hémicycle du Parlement, où se déroule le processus électoral.

Le président de la République hellénique est élu pour un mandat de cinq ans — renouvelable une seule fois — au suffrage indirect par un collège électoral composé des 300 membres du Parlement.
Lors des deux premiers tours, est élu le candidat réunissant la majorité des deux tiers du total des membres du collège électoral, soit 200 voix. Au troisième tour, la majorité requise est abaissée aux trois cinquièmes, soit 180 voix. La majorité absolue — 151 voix — est requise pour le quatrième tour, tandis qu'une majorité simple suffit lors de la cinquième opération de vote.
Chaque tour supplémentaire est organisé cinq jours après le précédent. La majorité exigée lors des premiers tours étant une majorité qualifiée, qui plus est basée basée sur le nombre total des députés, y compris les éventuels abstentionnistes ou députés votant blanc, les quatre premiers tours peuvent s'avérer infructueux même en présence d'un seul candidat ou deux.
Conformément à l'article 32 de la Constitution, le collège doit être convoqué par le président du Parlement au plus tard dans les trente jours qui précèdent le terme du mandat du chef de l'État sortant. Dans l'éventualité d'un empêchement définitif du président de la République en exercice, la réunion des grands électeurs est convoquée au plus tard dans les dix jours à partir de la fin précipitée du mandat du président sortant. Le collège électoral se réunit dans l'ancien palais royal d'Athènes, où siègent les députés dans le cadre de leurs travaux. Il est dirigé par le président du Parlement, qui proclame les résultats des opérations de vote.

### Conditions
Tout candidat briguant la présidence de la République doit répondre aux exigences de l'article 31 de la Constitution : détenir la citoyenneté hellène depuis au moins cinq ans, avoir un père ou une mère hellène, avoir quarante ans révolus le jour de l'élection et posséder le droit de vote.
Afin d'assurer l'indépendance de la fonction, l'article 30(2) de la Constitution impose au président élu de n'exercer aucune autre fonction, poste ou travail.

### Système en vigueur jusqu'en 2019
Jusqu'à la révision constitutionnelle entamée par le gouvernement Tsípras et achevée par la majorité parlementaire suivante en 2019, l'élection du président se faisait en plusieurs phases de plusieurs tours, avec une dissolution automatique du Parlement et la convocation d'élections législatives anticipées en cas d'incapacité des parlementaires à élire un candidat à l'issue de la première phase. La deuxième phase intervenait alors sous la legislature nouvellement élue.
L'article 32 indiquait ainsi : « Le président est élu par les 300 membres du Parlement au scrutin par vote nominal lors d'une réunion spéciale convoquée par le président au moins un mois avant l'expiration de la durée du mandat du président sortant. L'élection du président de la République est réalisée en une ou deux phases entre lesquelles interviennent des élections législatives obligatoires. »

#### Première phase de la procédure
La première phase comprend alors trois tours distincts, tous espacés de cinq jours.
Lors des deux premiers tours, est élu le candidat réunissant la majorité des deux tiers du total des membres du collège électoral, soit 200 voix. Au troisième tour, la majorité requise est abaissée aux trois cinquièmes, soit 180 voix. Si ce troisième tour de scrutin s’avère infructueux, le parlement est alors dissous dans les dix jours et des élections législatives sont organisées pour élire un nouveau Parlement.

#### Deuxième phase de la procédure
La deuxième phase du processus est menée par le nouveau Parlement immédiatement après sa première réunion et comprend également trois votes successifs, également espacés de cinq jours.
Lors du premier tour, est élu le candidat réunissant la majorité des trois cinquièmes du total des membres du collège électoral, soit 180 voix. Au deuxième tour, la majorité requise est abaissée à la majorité absolue du nombre total des députés, soit 151 voix. Le troisième tour voit s'opposer les deux candidats arrivés en tête du deuxième. Est élu président de la République celui qui recueille la majorité simple.

### Prestation de serment
Le président élu doit prêter le serment suivant devant le Parlement :

« Ορκίζομαι στο όνομα της Αγίας και Ομοούσιας και Αδιαίρετης Τριάδας να φυλάσσω το Σύνταγμα και του νόμους, να μεριμνώ για την πιστή τους τήρηση, να υπερασπίζω την εθνική ανεξαρτησία και την ακεραιότητα της Χώρας, να προστατεύω τα δικαιώματα και τις ελευθερίες των Ελλήνων και να υπηρετώ το γενικό συμφέρον και την πρόοδο του Ελληνικού Λαού »

— Article 33(2) de la Constitution

« Je jure au nom de la Trinité sainte, consubstantielle et indivisible d'observer la Constitution et les lois, de veiller à leur fidèle observation, de défendre l'indépendance nationale et l'intégrité du pays, de protéger les droits et les libertés des Hellènes et de servir l'intérêt général et le progrès du peuple hellène. »

— Article 33(2) de la Constitution
La prestation de serment est constitutive du mandat de président. C'est à la prestation de serment que le mandat débute.

## Compétences du président
Bien qu'ayant un rôle essentiellement symbolique, le président de la République hellénique est le chef de l'État ; il doit être respecté par l'ensemble de la classe politique.
Le président grec est également « le chef symbolique des Forces armées du pays ».

### Compétences nécessitant un contreseing
Selon l'article 35(1), « aucun acte du président de la République n'est valable ni n'est exécuté sans le contreseing du ministre compétent, qui par sa seule signature en assume la responsabilité, et sans sa publication au Journal officiel ». L'article 35(3) dispose que le contreseing requis pour l'acte de proclamation d'un référendum est celui du président du Parlement grec.
La Constitution hellénique dispose que le président grec « représente l'État sur le plan international et déclare la guerre ; il conclut les traités de paix, d'alliance, de coopération économique et de participation à des organismes ou unions internationaux ».

### Actes du président dispensés de contreseing

#### Formation du gouvernement
Il « nomme le Premier ministre, les autres membres du Gouvernement et les Secrétaires d’État » et « met fin aux fonctions du gouvernement s'il démissionne ou si le Parlement lui retire sa confiance ».
Selon l’article 37(2), « est nommé Premier ministre le chef du parti qui dispose au Parlement grec de la majorité absolue des sièges. Si aucun parti ne dispose de la majorité absolue, le président de la République donne un mandat exploratoire au chef du parti qui dispose de la majorité relative, afin d'examiner la possibilité de formation d'un Gouvernement jouissant de la confiance de le Parlement ».
En cas d'échec, l'article 37(3) prévoit que « le président de la République donne un mandat exploratoire au chef du second parti quant à la force parlementaire ; si même ce mandat est infructueux, il donne un mandat exploratoire au chef du troisième parti quant à la force parlementaire. Chaque mandat exploratoire dure trois jours. Si les mandats exploratoires restent sans résultat, le président de la République convoque auprès de lui les chefs des partis et, l'impossibilité de la formation d'un Gouvernement jouissant de la confiance du Parlement étant confirmée, cherche à obtenir la formation d'un Gouvernement de tous les partis représentés au Parlement, qui procédera à des élections ; en cas d'échec, il confie au président du Conseil d'État ou de la Cour de cassation ou de la Cour des comptes la formation d'un Gouvernement jouissant de la plus large acceptation possible, afin que ce dernier procède à des élections, et il dissout le Parlement ».

#### Démission du gouvernement
Selon l’article 38(1), le président de la République met fin aux fonctions du Gouvernement si celui-ci démissionne, ainsi que si le Parlement grec lui retire sa confiance selon l'article 84.
Selon l’article 38(2), « en cas de démission ou de décès du premier ministre, le président de la République nomme à ce poste la personne proposée par le groupe parlementaire du parti du Premier ministre ; cette proposition se fait dans les trois jours au plus tard. Jusqu'à la nomination du nouveau Premier ministre, le premier vice-président du Conseil ou un ministre dans l'ordre du décret de nomination exerce les fonctions de Premier ministre ».

#### Dissolution du Parlement grec
En cas exceptionnel, le président peut dissoudre le Parlement grec et convoquer les élections. Les circonstances sont les suivantes :
- selon l’article 41(1) de la Constitution : « le président de la République peut dissoudre le Parlement grec si deux Gouvernements ont démissionné ou même ont été désapprouvés par lui, et que sa composition n'assure pas la stabilité gouvernementale. Les élections sont organisées par le Gouvernement qui a la confiance du Conseil dissous ».
- selon l’article 41(2), « le président de la République dissout le Parlement sur proposition du Gouvernement qui a obtenu un vote de confiance, afin de renouveler le mandat populaire pour faire face à une question nationale d'importance exceptionnelle. La dissolution du nouveau Parlement pour la même question est exclue ». Ce cas là est une exception dans le cadre des compétences ne nécessitant pas un contreseing car le Conseil des ministres doit contresigner le décret de dissolution. « Le décret de dissolution doit porter à la fois sur la proclamation des élections dans les trente jours et sur la convocation du nouveau Parlement dans les trente jours à compter de celles-ci ».

## Statut
Le président « n'est aucunement responsable des actes accomplis dans l'exercice de ses fonctions sinon en cas de haute trahison ou de violation délibérée de la Constitution. Pour ce qui est des actes qui n'ont pas de rapport avec l'exercice de ses fonctions, la poursuite pénale est suspendue jusqu'à l'expiration du mandat présidentiel ».
L'acte d'accusation et de traduction en justice est soumis au Parlement grec signé par un tiers de ses membres. Le Conseil doit ensuite l'adopter à la majorité des deux tiers de ses membres. Le président est jugé par une juridiction ad hoc, présidée par le président de la Cour de cassation et composée de douze magistrats, tirés au sort parmi tous les conseillers à la Cour de cassation et tous les présidents des cours d'appel nommés antérieurement à la mise en accusation. Selon l’article 49(4), le président de la République s'abstient, à partir de sa traduction devant la Cour, de l'exercice de ses fonctions et il les reprend de nouveau à partir du prononcé du jugement d'acquittement par la Cour à moins que son mandat n'ait expiré.

## Succession
En vertu de l'article 34(1), « en cas d'absence à l'étranger pour plus de dix jours, de décès, de démission, de déchéance ou d'un empêchement quelconque du président de la République d'exercer ses fonctions, celui-ci est remplacé provisoirement par le président du Parlement, et s'il n'y a pas de Parlement, par le président du dernier Parlement ; si ce dernier refuse ou n'existe plus, l'intérim est assuré par le Gouvernement collectivement ».
Enfin, selon l'article 34(2), si l'empêchement du président de la République d'exercer ses fonctions se prolonge au-delà de trente jours, le Parlement est obligatoirement convoqué, même si elle a été dissoute, afin de décider à la majorité des 3⁄5 du nombre total de ses membres s'il y a lieu de procéder à l'élection d'un nouveau président.
Selon l’article 32(1), en cas d'empêchement définitif du président de la République de remplir ses fonctions, selon les dispositions de l'article 34(2), ainsi qu'en cas de démission, de décès ou de déchéance de celui-ci selon les dispositions de la Constitution, « le Parlement se réunit pour élire le nouveau président de la République dans dix jours au plus tard à partir de la fin anticipée du mandat du président précédent ».

## Sources

## Compléments